# Mairis Briedis
Mairis Briedis (* 13. Januar 1985 in Riga, Lettische SSR) ist ein lettischer Profiboxer, sowie ehemaliger Weltmeister der WBC, WBO und IBF im Cruisergewicht. Er ist Gewinner des Turniers World Boxing Super Series 2018/19 und wurde vom Ring Magazine zeitweise auf Platz 1 der Weltrangliste geführt.
Sein älterer Bruder Kristaps Briedis war ebenfalls Profiboxer.

## Amateurkarriere
Mairis Briedis begann im Alter von 14 Jahren mit dem Boxen und Kickboxen. Als Boxer wurde er mehrmals Lettischer Meister im Schwergewicht und nahm 2008 am 2. Europäischen Olympiaqualifikationsturnier in Athen teil, wo er im Viertelfinale gegen Elçin Əlizadə ausschied.

## Profikarriere
Mairis Briedis gewann sein Profidebüt im Oktober 2009. Bis 2017 gewann er jeden seiner 21 Kämpfe, davon 18 vorzeitig, 12 innerhalb von nur zwei Runden. Er besiegte dabei unter anderem auch den Briten Danny Williams, den Tschechen Luboš Šuda und den Deutschen Manuel Charr jeweils vorzeitig. 
Am 1. April 2017 schlug er in Dortmund den Deutschen Marco Huck einstimmig nach Punkten und gewann dadurch den vakanten WBC-Weltmeistertitel im Cruisergewicht, zudem wurde er in das Turnier World Boxing Super Series (WBSS) 2017/18 aufgenommen. Seinen ersten Kampf in dem Turnier gewann er am 30. September 2017 in Riga einstimmig nach Punkten gegen den Kubaner Mike Perez und wurde anschließend vom Ring Magazine auf Platz 3 der Weltrangliste geführt. Für seine bisherigen Erfolge wurde Briedis noch im selben Jahr vom lettischen Staatspräsidenten Raimonds Vējonis mit dem Drei-Sterne-Orden 3. Klasse ausgezeichnet.
Seinen Halbfinalkampf in dem Turnier verlor er am 27. Januar 2018 in Riga knapp durch Mehrheitsentscheidung nach Punkten gegen den ukrainischen WBO-Weltmeister Oleksandr Ussyk, verlor dadurch seinen WBC-Titel und schied aus der WBSS aus.
Nach einem folgenden Sieg gegen den Franzosen Brandon Deslaurier wurde Briedis für die Saison 2018/19 erneut in das Turnier World Boxing Super Series aufgenommen und gewann im Viertelfinale am 10. November 2018 in Chicago einstimmig nach Punkten gegen den Deutschen Noel Gevor. Im Halbfinale der WBSS bezwang er am 15. Juni 2019 in Riga den polnischen WBO-Weltmeister Krzysztof Głowacki durch TKO in der dritten Runde, erhielt dadurch den WM-Titel seines geschlagenen Kontrahenten und zog in das Turnierfinale ein.
Im November 2019 entschied der WBO-Verband, dass Briedis den Titel in einem Rückkampf gegen Głowacki zu verteidigen habe. Der Pole hatte aufgrund einer Unsportlichkeit des Letten (Ellenbogenschlag) und einer Zeitüberschreitung der zweiten Runde durch den Ringrichter Einspruch gegen den Kampfausgang eingelegt. Der WBO-Verband hatte ein Fehlverhalten des Ringrichters festgestellt und einen sofortigen Rückkampf vorgeschrieben. Briedis entschied sich jedoch dafür, als Nächstes seinen Finalkampf in der WBSS zu bestreiten, weshalb ihm am 25. November 2019 der WBO-Titel entzogen wurde.
Am 26. September 2020 gewann Briedis den WBSS-Finalkampf in München nach Punkten gegen den kubanischen IBF-Weltmeister Yunier Dorticos, wurde dadurch neuer IBF-Titelträger sowie Inhaber der Muhammad Ali Trophy und wird seitdem vom Ring Magazine auf Platz 1 der Weltrangliste geführt.
Den IBF-Titel verteidigte er erstmals am 16. Oktober 2021 durch TKO in der dritten Runde gegen Artur Mann.
Am 2. Juli 2022 verlor er den IBF-Titel durch eine einstimmige Punktniederlage an Jai Opetaia und unterlag auch im Rückkampf am 18. Mai 2024.

## Liste der Profiboxkämpfe
|                                                  |               |                        |                                                   |            |                                         |        |                   |
| Jahr                                             | Tag           | Gegner/Kampfziel       | Ort                                               | Ergebnis   | Typ                                     | Runden | Siege/Niederlagen |
| 2009                                             | 11. Oktober   | Raulis Racilauskas     | Riga Hanza Secondary School, Riga                 | Punktsieg  | Einstimmige Entscheidung                | 4/4    | 1/0               |
| 2010                                             | 12. Juni      | Gabor Zsalek           | Hala Sportowa, Krynica-Zdrój                      | Sieg       | TKO                                     | 1/6    | 2/0               |
| 2011                                             | 2. Juni       | Josip Jalušić          | Arena Riga, Riga                                  | Sieg       | TKO                                     | 1/6    | 3/0               |
| 2011                                             | 8. Oktober    | Andrejs Naglis         | Arena Riga, Riga                                  | Sieg       | KO                                      | 2/6    | 4/0               |
| 2012                                             | 24. März      | Ruslan Siniavskij      | Arena Riga, Riga                                  | Sieg       | TKO                                     | 1/6    | 5/0               |
| 2012                                             | 16. Juni      | József Nagy            | Sports Complex Majori, Jūrmala                    | Sieg       | TKO                                     | 2/6    | 6/0               |
| 2012                                             | 20. Oktober   | Marko Angermann        | Arena Riga, Riga                                  | Sieg       | TKO                                     | 2/6    | 7/0               |
| 2013                                             | 23. März      | Danny Williams         | Arena Riga, Riga                                  | Sieg       | TKO                                     | 2/6    | 8/0               |
| 2013                                             | 14. Juni      | Jonathan Felton        | The Ritz, Raleigh (North Carolina)                | Sieg       | TKO                                     | 2/6    | 9/0               |
| 2013                                             | 5. Juli       | Jeremy Ouanna          | Olympic Hall, Porto Carras                        | Punktsieg  | Einstimmige Entscheidung                | 8/8    | 10/0              |
| 2013                                             | 22. November  | Luboš Šuda             | Olympic Hall, Liepāja                             | Sieg       | Referee Technical Decision              | 5/12   | 11/0              |
| 2014                                             | 26. Juli      | Joey Vegas             | Olympic Hall, Liepāja                             | Sieg       | TKO                                     | 9/10   | 12/0              |
| 2014                                             | 26. September | Csaba Faur             | Stadthalle Frankfurt, Frankfurt am Main           | Sieg       | KO                                      | 1/6    | 13/0              |
| 2014                                             | 14. November  | Ismail Abdoul          | Olympic Hall, Liepāja                             | Punktsieg  | Einstimmige Entscheidung                | 12/12  | 14/0              |
| 2015                                             | 10. April     | Björn Blaschke (Boxer) | Kongress- und Sportzentrum Bad Vilbel, Bad Vilbel | Sieg       | TKO                                     | 4/6    | 15/0              |
| 2015                                             | 28. Juni      | Emre Altintas          | Fruchthalle (Kaiserslautern)                      | Sieg       | TKO                                     | 2/6    | 16/0              |
| 2015                                             | 22. August    | Manuel Charr           | Achmat-Arena, Grosny                              | Sieg       | KO                                      | 5/8    | 17/0              |
| 2015                                             | 6. November   | László Hubert          | Palais Frankfurt, Frankfurt am Main               | Sieg       | TKO                                     | 2/6    | 18/0              |
| 2016                                             | 21. Februar   | Danie Venter           | Arena Riga, Riga                                  | Sieg       | TKO                                     | 2/12   | 19/0              |
| 2016                                             | 14. Mai       | Olanrewaju Durodola    | Arena Riga, Riga                                  | Sieg       | TKO                                     | 9/12   | 20/0              |
| 2016                                             | 15. Oktober   | Simon Vallily          | Echo Arena Liverpool, Liverpool                   | Sieg       | TKO                                     | 3/12   | 21/0              |
| 2017                                             | 1. April      | Marco Huck             | Westfalenhallen, Dortmund                         | Sieg       | Einstimmige Entscheidung                | 12/12  | 22/0              |
| 2017                                             | 30. September | Mike Perez             | Arena Riga, Riga                                  | Sieg       | Einstimmige Entscheidung                | 12/12  | 23/0              |
| 2018                                             | 27. Januar    | Oleksandr Ussyk        | Arena Riga, Riga                                  | Niederlage | Punktniederlage (Mehrheitsentscheidung) | 12/12  | 23/1              |
| 2018                                             | 21. Juli      | Brandon Deslaurier     | Olimpijski, Moskau                                | Sieg       | Einstimmige Entscheidung                | 10/10  | 24/1              |
| 2018                                             | 10. November  | Noel Gevor             | UIC Pavilion, Chicago                             | Sieg       | Einstimmige Entscheidung                | 12/12  | 25/1              |
| 2019                                             | 15. Juni      | Krzysztof Głowacki     | Arena Riga, Riga                                  | Sieg       | TKO                                     | 3/12   | 26/1              |
| 2020                                             | 26. September | Yunier Dorticos        | Plazamedia Broadcasting Center, München           | Sieg       | Mehrheitsentscheidung                   | 12/12  | 27/1              |
| 2021                                             | 16. Oktober   | Artur Mann             | Arena Riga, Riga                                  | Sieg       | TKO                                     | 3/12   | 28/1              |
| (Quelle: Mairis Briedis in der BoxRec-Datenbank) |               |                        |                                                   |            |                                         |        |                   |

## Privates
Briedis arbeitete als Polizist im Innendienst bei der lettischen Polizei.